# Pterolophia ornatipennis
Pterolophia ornatipennis là một loài bọ cánh cứng trong họ Cerambycidae.